# Women's National Basketball Association 1997
Women's National Basketball Association 1997 var den första säsongen av den amerikanska proffsligan i basket för damer. Säsongen inleddes lördagen den 21 juni och avslutades lördagen den 24 augusti 1997 efter 112 seriematcher. Alla lag mötte varandra två gånger hemma och två gånger borta, vilket gav totalt 28 omgångar. De fyra lag som vunnit flest matcher gick därefter till slutspel som spelades mellan den 28 och 30 augusti. Houston Comets blev mästare efter att ha besegrat New York Liberty med 65-51 i finalens enda match.

## Grundserien
Not: V = Vinster, F = Förluster, PCT = Vinstprocent
- Lag i GRÖN färg till slutspel.
- Lag i RÖD färg har spelat klart för säsongen.

| Lag               | V  | F  | PCT  |
| ----------------- | -- | -- | ---- |
| Houston Comets    | 18 | 10 | .643 |
| New York Liberty  | 17 | 11 | .607 |
| Charlotte Sting   | 15 | 13 | .536 |
| Cleveland Rockers | 15 | 13 | .536 |

| Lag                 | V  | F  | PCT  |
| ------------------- | -- | -- | ---- |
| Phoenix Mercury     | 16 | 12 | .571 |
| Los Angeles Sparks  | 14 | 14 | .500 |
| Sacramento Monarchs | 10 | 18 | .357 |
| Utah Starzz         | 7  | 21 | .250 |

## Slutspelet
De fyra bästa lagen i ligan gick till semifinalspel där alla slutspelsomgångar avgjordes i en enda match.
|  | Semifinal En match | Semifinal En match | Semifinal En match |          |    | WNBA-final En match | WNBA-final En match | WNBA-final En match |  |
|  |                    |                    |                    |          |    |                     |                     |                     |  |
|  | E1                 | Houston            | 70                 |          |    |                     |                     |                     |  |
|  | E1                 | Houston            | 70                 |          |    |                     |                     |                     |  |
|  | E4                 | Charlotte          | 54                 |          |    |                     |                     |                     |  |
|  | E4                 | Charlotte          | 54                 |          | E1 | Houston             | 65                  |                     |  |
|  |                    |                    |                    |          | E1 | Houston             | 65                  |                     |  |
|  |                    |                    | E2                 | New York | 51 |                     |                     |                     |  |
|  | W1                 | Phoenix            | E2                 | New York | 51 | 41                  |                     |                     |  |
|  | W1                 | Phoenix            |                    |          |    |                     |                     |                     |  |
|  | E2                 | New York           | 59                 |          |    |                     |                     |                     |  |

### WNBA-final
Houston Comets vs New York Liberty
| Match   | Datum      | Hemmalag | Bortalag | Resultat |
| ------- | ---------- | -------- | -------- | -------- |
| Match 1 | 30 augusti | Houston  | New York | 65 - 51  |

Houston Comets vann finalserien med 1-0 i matcher